# Timor
 Ovo je glavno značenje pojma Timor. Za druga značenja pogledajte Timor (razdvojba).
Timor je otok na južnom kraju Indonezijskog otočja. Timor se ubraja u otočnu grupu Mali sundski otoci. Otok je podijeljen između dvije nezavisne države Istočni Timor i Indonezija (zapadni dio otoka).
Otok ima površinu od 30.777 km2 i na njemu živi oko 2.900.000 stanovnika (2005.).